# Чан (околия)
Околия Чан (на турски: Çan ilçesi) е околия, разположена във вилает Чанаккале, Турция. Общата й площ е 887 км2. Според оценки на Статистическия институт на Турция през 2019 г. населението на околията е 48 461 души. Административен център е град Чан.